# کنجی ساکاگوچی
کنجی ساکاگوچی (ژاپنی: 坂口 健司؛ زادهٔ ۵ مارس ۱۹۷۵) یک بازیکن فوتبال اهل ژاپن است.
از باشگاه‌هایی که در آن بازی کرده‌است می‌توان به باشگاه فوتبال اوراوا رد دیاموندز اشاره کرد.